# Campionato mondiale vetture sport 1958
Il Campionato mondiale vetture sport 1958, la cui denominazione ufficiale è World Sports Car Championship, è stata la 6ª edizione del Campionato mondiale vetture sport.
Organizzato dalla Federazione Internazionale dell'Automobile tramite la Commissione Sportiva Internazionale e riservato alle vetture sport con cilindrata limitata a 3 litri, è stato vinto dalla Ferrari con la 250 Testa Rossa pilotata da Peter Collins, Phil Hill, Luigi Musso e Olivier Gendebien.

## Regolamento
Titoli

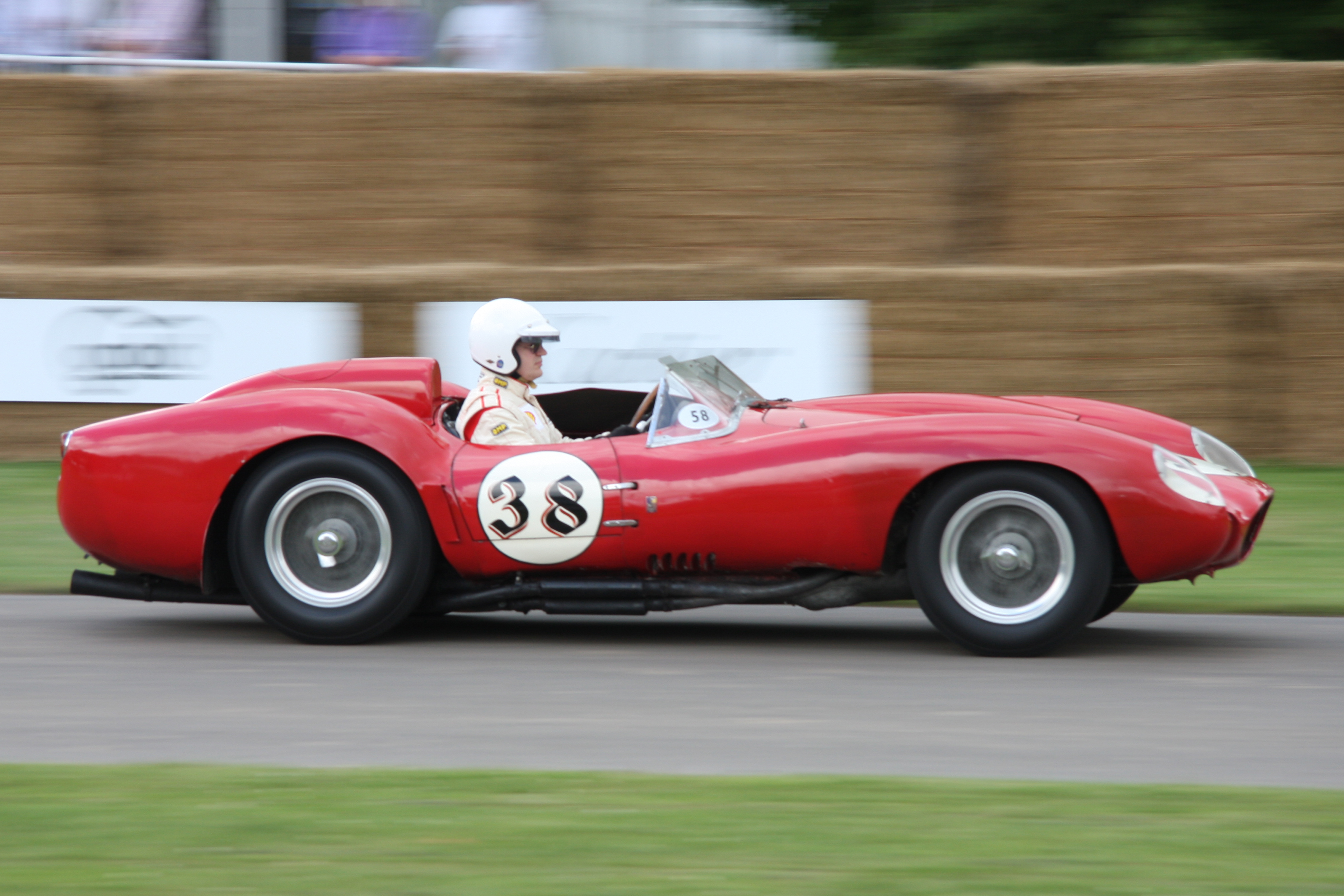
La Ferrari 250 Testa Rossa

- Campionato del mondo vetture sport riservato ai costruttori di vetture sport.

Categorie
- Sport: vetture biposto con carrozzeria aperta o chiusa e motori con cilindrata massima di 3 litri, progettate e costruite appositamente per le competizioni ma dotate degli equipaggiamenti per l'uso stradale, suddivise in classi secondo la cilindrata[1].
- Gran Turismo: suddivise in categorie in base alla cilindrata.

Punteggi
Vengono assegnati punti solo alla vettura meglio classificata per ogni costruttore. Al primo costruttore classificato vengono attribuiti 8 punti, 6 al secondo, 4 al terzo, 3 al quarto, 2 al quinto, 1 al sesto. Per la classifica finale vengono conteggiati solo i migliori quattro risultati. Le vetture gran turismo non ottengono punti.

## Costruttori
I seguenti modelli hanno contribuito a conquistare i punti nel campionato per i loro rispettivi costruttori.
- Ferrari 250 TR 58
- Porsche 718 RSK & Porsche 550A RS
- Aston Martin DBR1/300 & Aston Martin DB3S
- Lotus Eleven
- Osca S1500

## Resoconto
Per il 1958 le gare del Campionato vengono nuovamente ridotte a sei: la 1000 km di Buenos Aires, la 12 Ore di Sebring, la Targa Florio, la 1000 km del Nürburgring, la 24 Ore di Le Mans e il Tourist Trophy.
Il 1958 è una stagione all'insegna della Ferrari che domina il Campionato con la nuova 250 Testa Rossa. La casa di Marenallo vince a Buenos Aires, Sebring, alla Targa Florio e si piazza seconda al Nürburgring dietro l'Aston Martin. Alla 24 Ore di Le Mans trionfa nuovamente la Ferrari mentre al Tourist Trophy l'Aston Martin. La Ferrari vince il quinto Titolo mondiale, il terzo consecutivo, con 32 punti contro i 18 di Porsche e Aston Martin.

## Risultati
| Nº | Data         | Gara                    | Costruttore  | Vettura         | Categoria | Piloti                        | Resoconto |
| -- | ------------ | ----------------------- | ------------ | --------------- | --------- | ----------------------------- | --------- |
| 1  | 26 gennaio   | 1000 km di Buenos Aires | Ferrari      | 250 Testa Rossa | Sport     | Peter Collins-Phil Hill       | Resoconto |
| 2  | 22 marzo     | 12 Ore di Sebring       | Ferrari      | 250 Testa Rossa | Sport     | Peter Collins-Phil Hill       | Resoconto |
| 3  | 11 maggio    | Targa Florio            | Ferrari      | 250 Testa Rossa | Sport     | Luigi Musso-Olivier Gendebien | Resoconto |
| 4  | 1º giugno    | 1000 km del Nürburgring | Aston Martin | DBR1            | Sport     | Stirling Moss-Jack Brabham    | Resoconto |
| 5  | 21-22 giugno | 24 Ore di Le Mans       | Ferrari      | 250 Testa Rossa | Sport     | Olivier Gendebien-Phil Hill   | Resoconto |
| 6  | 13 settembre | Tourist Trophy          | Aston Martin | DBR1            | Sport     | Stirling Moss-Tony Brooks     | Resoconto |

## Classifica
| Pos | Costruttore  | Pr 1 | Pr 2 | Pr 3 | Pr 4 | Pr 5 | Pr 6 | Totale |
| --- | ------------ | ---- | ---- | ---- | ---- | ---- | ---- | ------ |
| 1   | Ferrari      | 8    | 8    | 8    | (6)  | 8    |      | 32     |
| 2   | Porsche      | 4    | 4    | 6    | (1)  | 4    | (1)  | 18     |
| 3   | Aston Martin |      |      |      | 8    | 6    | 4    | 18     |
| 4   | Lotus        |      | 3    |      |      |      |      | 3      |
| 5   | OSCA         |      |      | 2    |      |      |      | 2      |